# بالوشة حسن
بالواشا حسن (داري/ باشتو: پلوشہ حسن، مواليد 1969) ناشطة في مجال حقوق المرأة الأفغانية وناشطة سلام وسياسية سابقة. كانت المؤسسة والمديرة التنفيذية للمركز التربوي للمرأة الأفغانية غير الربحي ومقره كابول، والذي تأسس عام 1991.
كانت بالوشا حسن واحدة من 100 مندوبة في اللويا جيرغا 2003 التي كتبت الدستور الجديد. ساهمت في زيادة تمثيل النساء في شؤون الدولة في دستور 2004، ومواد أخرى فيه. اختيرت بالواشة حسن في يناير 2010 وزيرة لشؤون المرأة في حكومة كرزاي.
وهي حاصلة على درجة الماجستير في دراسات التعافي بعد الحرب من جامعة يورك في المملكة المتحدة.
أصبحت حسن في عام 2022 زميلًا لجينينغز راندولف أفغانستان في المعهد الأمريكي للسلام . عملت "مديرة للحقوق والديمقراطية" في وطنها أفغانستان.

## جوائز

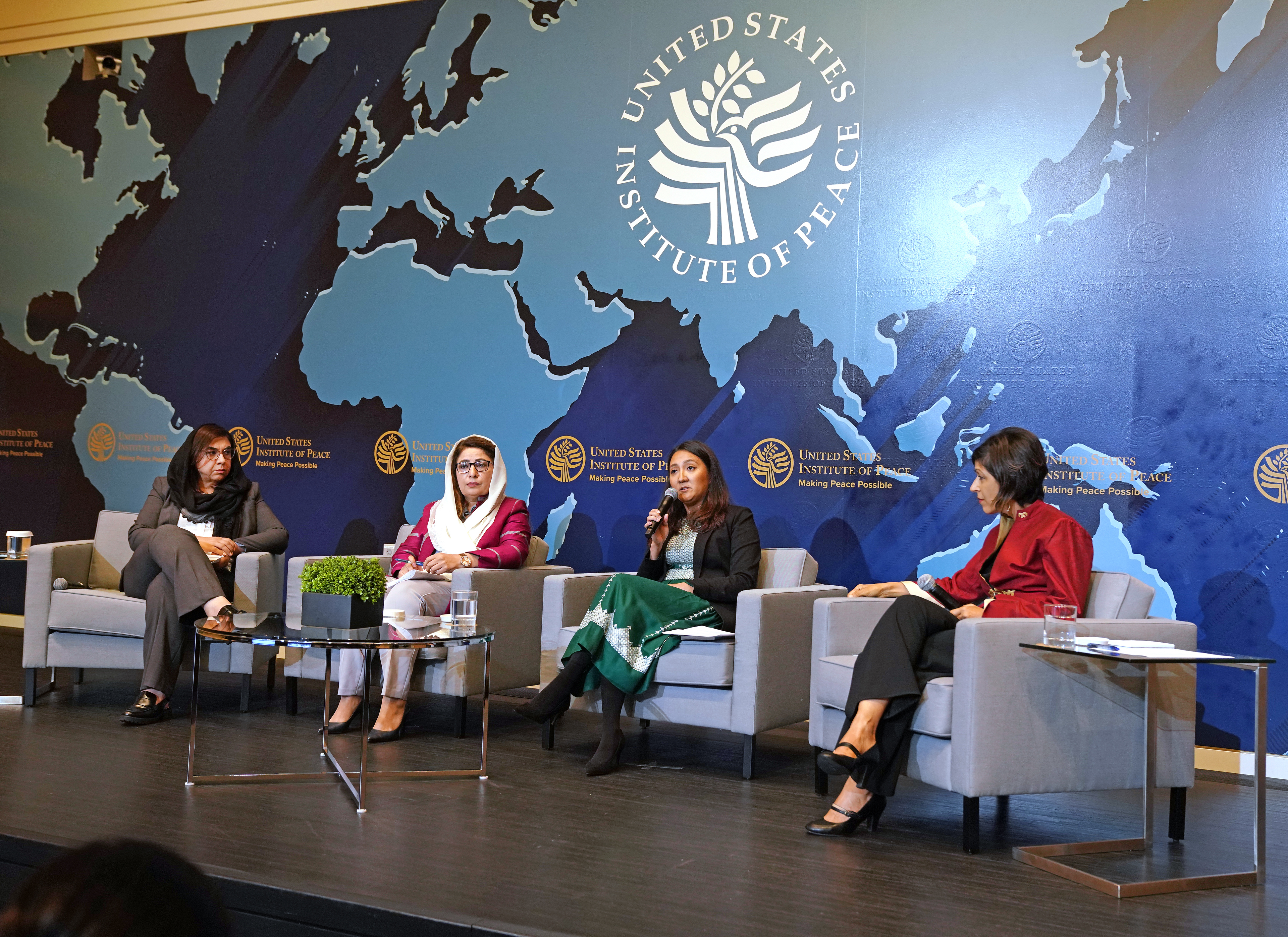
مناقشة حول "إشراك المرأة الأفغانية والمجتمع المدني في صنع السياسة الأمريكية" في عام 2022. من اليسار إلى اليمين: حسن، وأصيلة وردك، ونهيد سرابي، ورينا أميري

رشحت من ضمن 1000 امرأة لجائزة نوبل للسلام لعام 2005. كانت أيضًا واحدة من 11 امرأة أفغانية شاركت في التصفيات النهائية لجائزة ساخاروف 2021، وهي جائزة البرلمان الأوروبي السنوية لحقوق الإنسان، خسرت أمام الفائزة أليكسي نافالني.
حصلت في ديسمبر 2021 على جائزة هيلاري رودهام كلينتون لجهودها في تعزيز حقوق المرأة والسلام.